# 达尔日
达尔日（法語：Dargies，法語發音：[daʁʒi]）是法国瓦兹省的一个市镇，属于博韦区。

## 地理
达尔日（49°42'5"N, 1°59'19"E）面积14.42 平方千米，位于法国上法蘭西大區瓦兹省，该省份为法国北部内陆省份，北起索姆省，西接厄尔省和滨海塞纳省，南至塞纳-马恩省和瓦兹河谷省，东临埃纳省。
与达尔日接壤的市镇（或旧市镇、城区）包括：达梅罗库尔、格朗维利耶、拉韦里耶尔、奥富瓦、萨尔努瓦、索默勒、埃凯讷-埃拉姆库尔、皮卡第地区普瓦、桑特利、图瓦。
达尔日的时区为UTC+01:00、UTC+02:00（夏令时）。

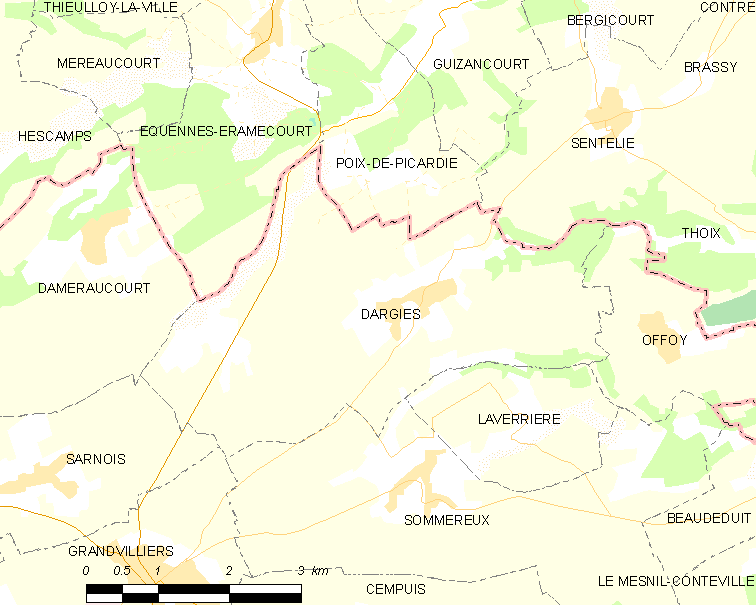
达尔日的OSM定位图

## 行政
达尔日的邮政编码为60210，INSEE市镇编码为60194。

## 政治
达尔日所属的省级选区为格朗维利耶县。

## 人口

1962-2008年间达尔日人口变化图示

达尔日于2022年1月1日时的人口数量为242人。